# Eucalyptus staigeriana
Eucalyptus staigeriana là một loài thực vật có hoa trong Họ Đào kim nương. Loài này được F.Muell. ex F.M.Bailey mô tả khoa học đầu tiên năm 1883.

## Hình ảnh

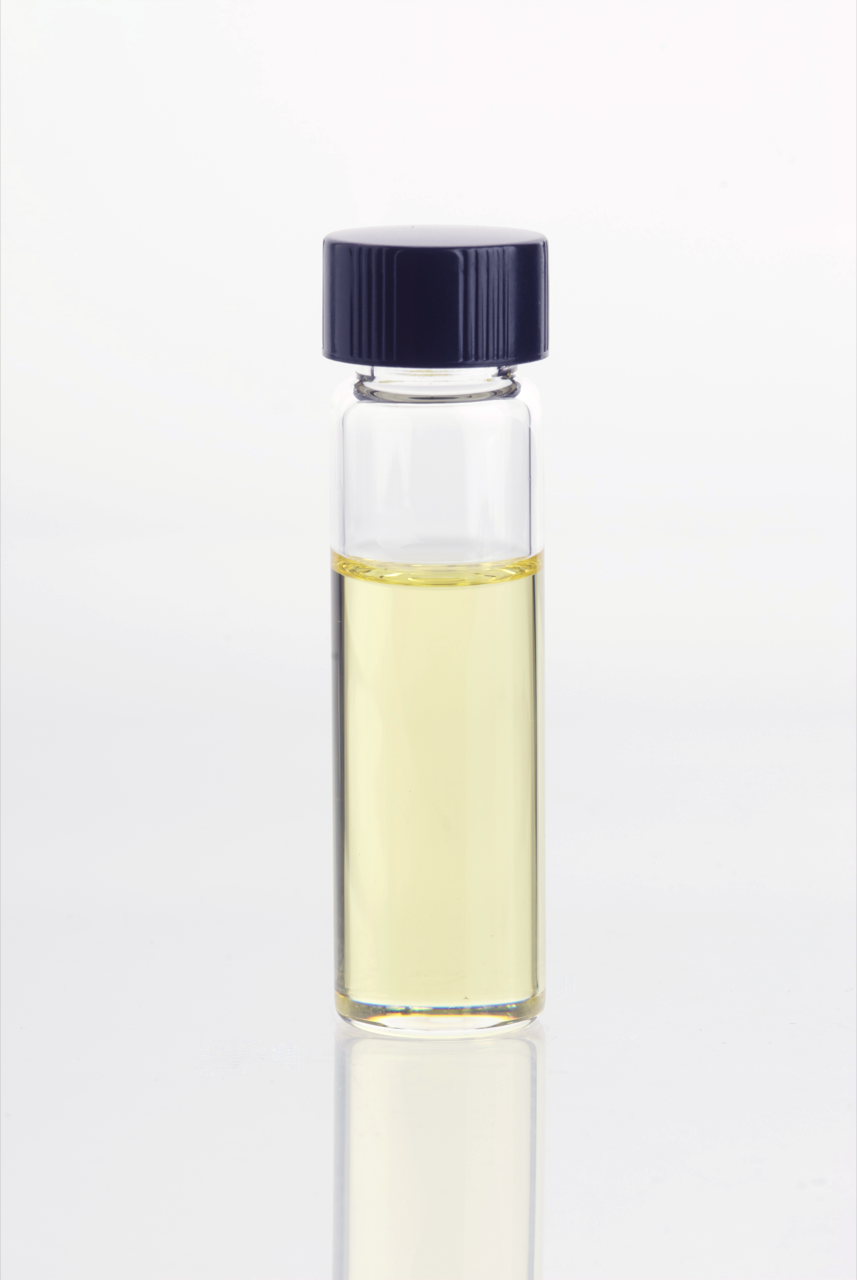